# 桂林城墙
从三国时期开始，独秀峰至漓江西岸成为县级以上行政区——始安郡、始建郡、桂州、建陵郡、静江府、静江路、桂林府——治所的所在地。自唐朝起，历代围绕州/府/路治建筑城墙用以守御，是为桂林城墙。宋元以来的桂林城垣圈定了城市的发展空间，今日桂林市老城区市中心即大致在古城垣范围内。20世纪30年代以来，桂林城墙基本拆除，目前只留少量遗存。2019年10月，桂林静江府城墙获中华人民共和国国务院批准为第八批全国重点文物保护单位。

## 六朝至隋
三国孙吴甘露元年（265年）设置始安郡，始安郡治和始安县治都设在漓江与桃花江汇合处以北，今桂林市老城区一带。有学者根据《旧唐书》中隋末始安郡丞李袭志招募三千人守备郡城的记载，推测隋代始安郡已有城池。

## 唐朝
唐初武德年间（618－626年），岭南抚慰大使李靖在此修筑子城，是桂林有文献明确记载的筑城之始。子城位于独秀峰以南百餘步，漓江以西，有东、南、西南、西四个城门，城内为官署衙门。大中年间（847－860年），蔡袭向子城的南、西、北三个方向扩建外城，城墙周长是子城的十倍，开八个城门，容纳百姓。光启年间（885－888年），都督陈环在外城之北扩建夹城，独秀峰和桂岭都纳入其中。

## 两宋

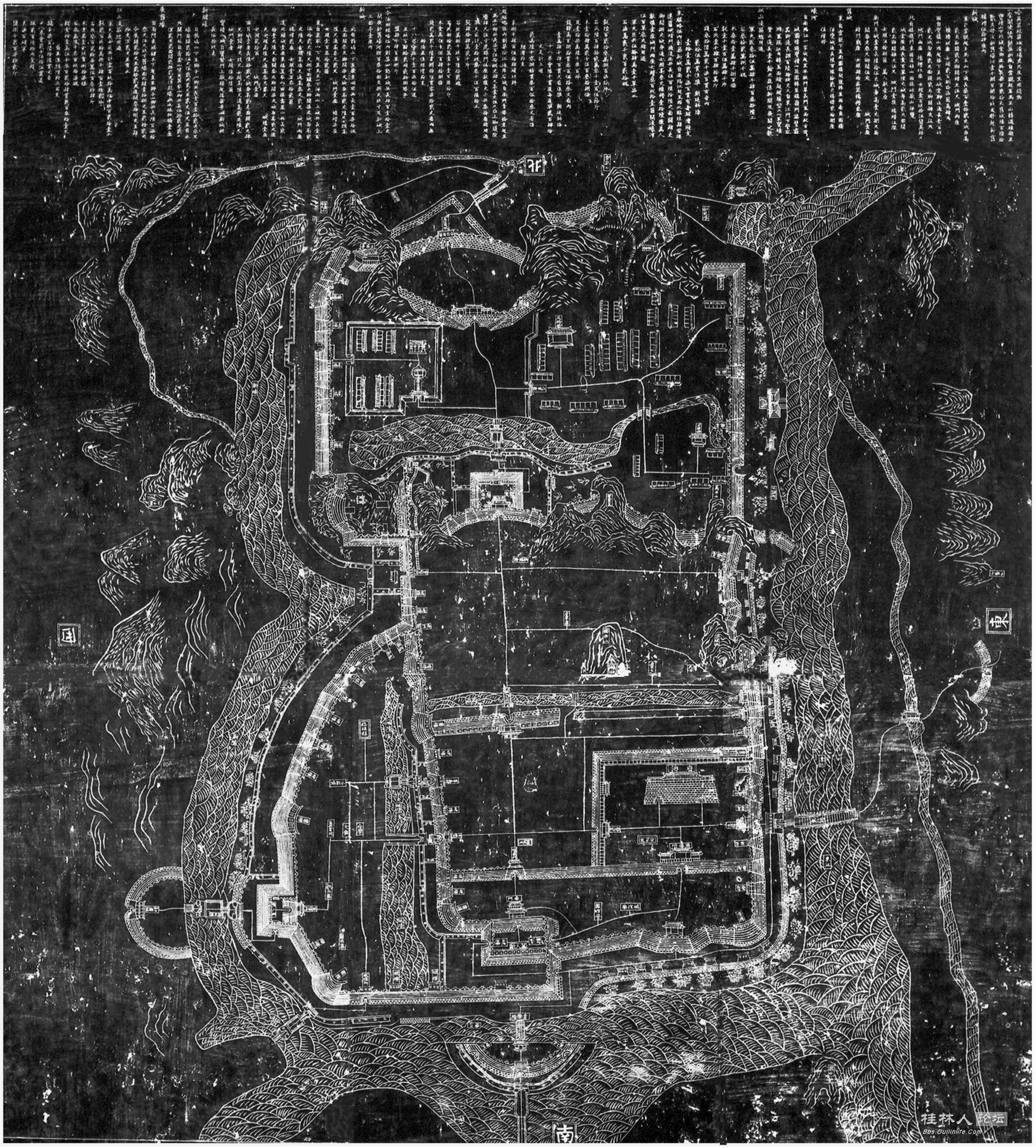
南宋静江府城池图

北宋皇祐四年至五年（1052－1053年），侬智高起事，一度攻占广西、广东十二州。战事平定后，
廣西安撫使、知桂州余靖于至和元年至二年（1054－1055年）重筑桂州城墙。仍以唐子城为子城，开东侧东江门、南侧胜仙门、西侧西山门。外城城墙东至漓江，南至榕杉湖，西越过今中山中路沿线，北至独秀峰脚下。外墙开有六个城门：东侧北有行春门，南有与子城共用的东江门；南侧有宁远门，并设大型瓮城；西侧北有利正门（又名尊义门），南有平秩门；北侧有迎恩门。子城东墙为外城东墙之一段。子城南墙一直向西延伸，与外城西墙相接，形成隔墙，将外城分割成南北两部分。隔墙上开顺庆门。迎恩、顺庆、宁远三门相对，有南北主干道（今中山中路）连接；平秩、西山、东江三门相对，有东西主干道（今解放路）连接。北宋外城很可能是在唐朝外城的基础上修建的。修筑完成后，王安石为其作《桂州新城记》。后代相继有过修葺。
南宋末年，宝祐六年（1258年）至咸淳八年（1272）年间，为防御蒙古军队从云南方面来攻，广南制置使李曾伯，广西经略使朱禩孙、赵与霖、胡颖四任官员先后扩建静江府城墙。李曾伯将城墙北扩至宝积山、叠彩山一线，又在南门外岛屿上建造月城。朱禩孙将城墙西扩至今翊武路一线，在墙外开挖新护城河，即桂湖。赵与霖在东、南两侧沿江岸建筑石城。胡颖将城墙北扩至鹦鹉山、铁封山一线，又在西门外护城河对岸建筑月城。竣工后在鹦鹉山南麓刻写《静江府修筑城池记》和《静江府城池图》。扩建后的静江府城坚固非常，在南宋临安朝廷投降、荆南和两广诸城都被占领的情况下，孤城坚守三个月，最终蒙军决毁漓江下游堤坝泄水后才从东门攻入。

## 元朝
元朝末年，为应对红巾军起事，廉访使也儿吉尼（又译额尔吉纳）于至正十六年至二十年（1356－1360年）大规模重修桂林城墙，将墙体全部用大型石块砌筑。此时城墙北界南缩至宝积山、叠彩山一线。建成后，危素和杨子春为其作记。

## 明清至民国
明初洪武八年（1375年），桂林外城墙南扩至桃花江沿岸，榕杉湖从护城河变为内湖。次年，在新南墙外开凿河道，在桃花江南折处建造虹桥堤坝，使江水分流出一支向东流入新开河道，至象鼻山与漓江汇合，以为护城河。北城墙也重新扩张至鹦鹉山、铁封山一线。城墙开十二个城门。此后明清两代多次修葺，而格局基本不变。
| 名称   | 曾用名 | 俗称   | 说明               | 所在地今日大致方位       |
| ------ | ------ | ------ | ------------------ | ------------------------ |
| 东镇门 |        |        |                    | 东镇路东口，今完整保存   |
| 就日门 |        |        |                    | 叠彩路东口               |
| 癸水门 | 桂水门 |        |                    | 滨江路北段伏波山麓       |
| 行春门 |        |        |                    | 东华路东口               |
| 东江门 | 永济门 | 浮桥门 |                    | 解放东路东口，解放桥西头 |
| 文昌门 | 武胜门 | 教场门 |                    | 文明路南口，文昌桥北头   |
| 宁远门 |        | 南门   |                    | 中山中路南口，南门桥北头 |
| 定西门 |        | 新西门 |                    | 西城路西口，西门桥东头   |
| 丽泽门 |        | 西门   |                    | 解放西路西口，观漪桥东头 |
| 宝贤门 |        |        | 明清时长期壅塞不开 | 中山中路北口以西北       |
| 西清门 |        | 西便门 | 明清时长期壅塞不开 | 西清路东口，今存残拱     |
| 安定门 |        | 北门   |                    | 翊武路北口               |

明初，朱元璋侄孙朱守谦获封为靖江王。洪武二十六年（1393年），围绕独秀峰下规模宏大的靖江王府修建城墙。清初孔有德被李定国击败后自焚而死，王府随之焚毁，但王城依然保存完好。
明清桂林东城墙北段有多个城门，南段缺少出口。1925年，新桂系统一桂省后，白崇禧在东江门以南开定桂门。:116

## 拆毁、遗址和保护

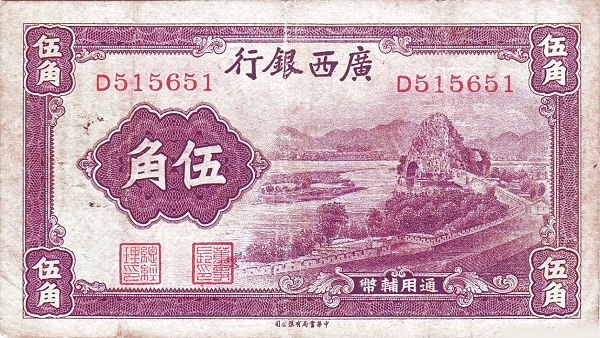
1937年前后发行纸币图案上的伏波山至叠彩山段城墙

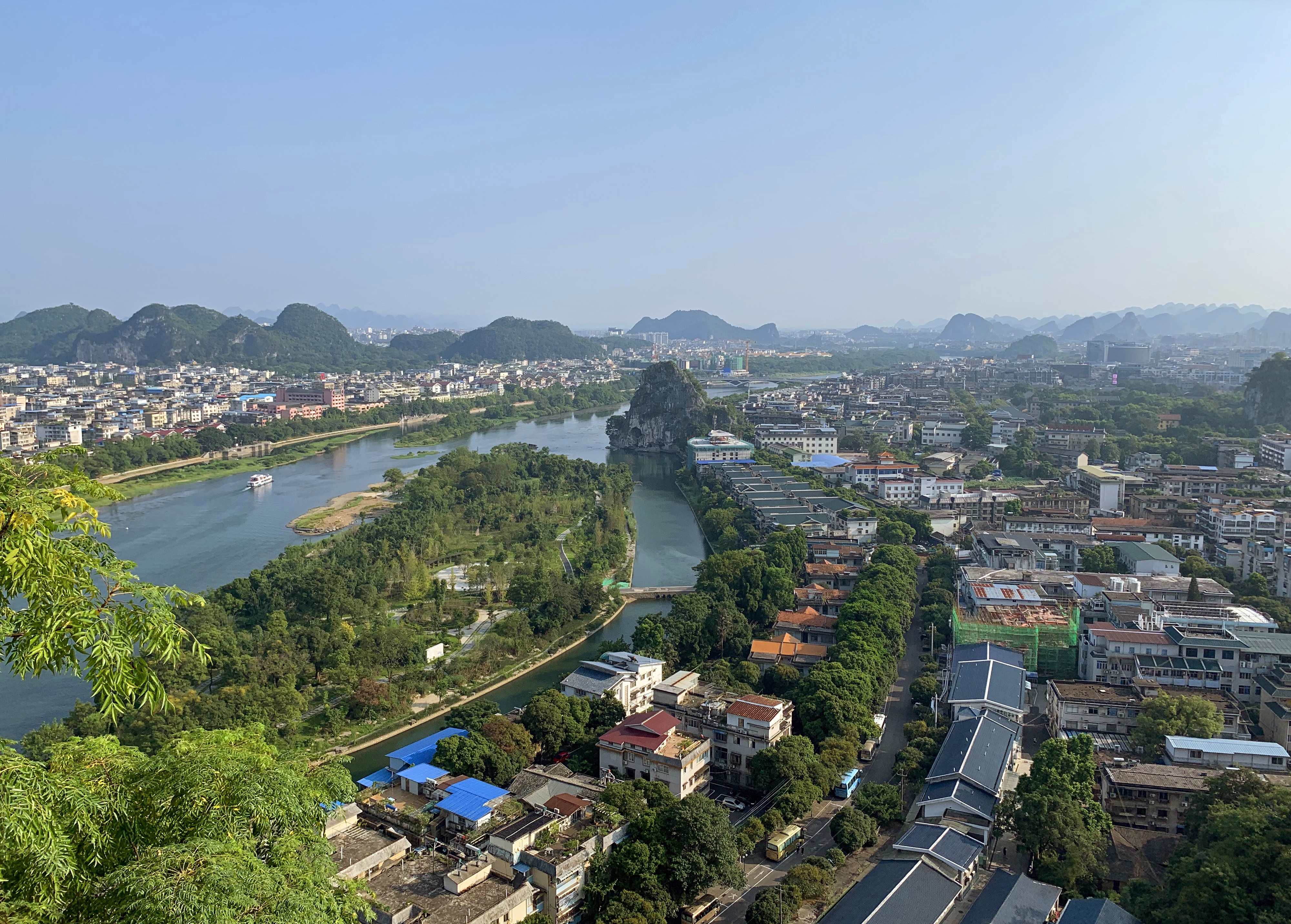
今日从叠彩山上远眺伏波山，城墙已拆除为道路

1933年，白崇禧主持桂林之城市改造。为拓建马路，外城墙被逐一拆除。1933年拆南门，及古南门附近城墙。1935年拆北门和北城墙。1942年拆东江门至定桂门段城墙。抗日战争中，桂林屡遭侵华日军战斗机轰炸，1944年桂柳会战中再受严重打击，1945年日军撤离时又放火烧城。1946年，拆南城墙西段（南门至新西门）。后又拆象鼻山至东江门段，伏波山至叠彩山段城墙。1949年后，相继拆除南城墙东段（南门至象鼻山），东江门至伏波山段城墙，以及西城墙。:1440
除去完整保留的内城（靖江王城）城墙，桂林外城墙目前还存留的遗址主要有:1440:104：
- 古南门，即南宋朱禩孙西扩后的威德门。城上原种有榕树，树枝倒挂到门外，因此又称榕树门。明初扩建南城时，原南城墙拆毁，只留此门及附近城墙。
- 叠彩山至铁封山段城墙，包括东镇门，总体保存较为完整。东镇门上有新建城楼。
- 鹦鹉山、铁封山、宝积山、叠彩山上数段城墙。
- 翊武路城墙，即西城墙，包括只留残拱的西清门遗址。现只留断断续续的几段断壁残垣，多被新建筑遮蔽。

2000年，宋静江府城墙列入广西壮族自治区文物保护单位。2019年，桂林静江府城墙列入全国重点文物保护单位。

## 注解
1. ↑  一说陈可环。
2. ↑  一说赵汝霖。
3. ↑  一说北城墙和南城墙西段均为1949年后拆除。[14]:28